# Valentine Nagata-Ramos
Valentine Nagata-Ramos née en 1981 au Japon est une danseuse de Breakdanse et une chorégraphe française.

## Biographie
Valentine Nagata-Ramos est née au Japon. Enfant, elle pratique toutes les formes de danse : classique, contemporaine, africaine et modern jazz. À 17 ans, elle découvre le hip hop lors d'un stage avec le danseur Kader Attou. Elle se reconnaît immédiatement dans cet univers qui regroupe danse, musique, graff et culture.   
En 2003, elle s'installe à Trappes pour intégrer la compagnie professionnelle hip-hop Black Blanc Beur. Elle intègre ensuite la compagnie Par Terre d'Anne Nguyen. Elle remporte de nombreuses compétitions au sein du groupe masculin Fantastik Armada ou en solo. En 2006, elle participe à  la première émission hebdomadaire française dédiée au hip-hop, MTV Dance Crew. À partir de 2010, elle est amenée à juger des battles de Breakdance : BOTY, We bgirlz, 2010, Jammin on beat. Elle se fait connaître sous le nom de B.girl Val ou Bgirl Valentine. 
En 2011, elle crée sa propre compagnie de danse Uzumaki, pour se consacrer à la chorégraphie.
Face à la pandémie Covid-19, sa pièce B.Girl créée en 2020 est diffusée en ligne.

## Battles
- vice-championne, BOTY, 2004
- IBE, 2008
- Just4ladies, 2006
- We Bgirlz, 2007
- second prix, festival de danse contemporaine Mas Danza 14,Espagne, 2009

## Chorégraphies
- Salado, solo, 2011
- JE suis TOI, 2014
- My milk is better than yours, pièce pour quatre danseurs de voguing, deux breaker, un musicien
- #MMIBTY, pièce pour groupe de danseurs, 2018
- B.Girl, 2020